# Dziadkowicze (przystanek kolejowy)
Dziadkowicze (biał. Дзеткавічы, ros. Детковичи) – przystanek kolejowy w miejscowości Dziadkowicze, w rejonie baranowickim, w obwodzie brzeskim, na Białorusi.